# Länsarkivarie
Länsarkivarie är tjänstetiteln på verksamhetschefer vid regionala enskilda arkivverksamheter. Organisationer med länsarkivarier är bland annat Skånes arkivförbund, Östergötlands Arkivförbund, ArkivCentrum Örebro län, Arkiv Västmanland, Arkiv Sörmland, Folkrörelsearkivet i Västerbotten. 
Länsarkivariernas branschorganisation är Föreningen Sveriges Länsarkivarier som bildades 1998.